# Ernst Leonard
Ernst Petersson Leonard verksam under namnet Ernst Leonard, född 3 mars 1899 i Törnsfalls församling i Kalmar län, död 28 oktober 1991 i Västervik, var en svensk målare. 
Han var son till fiskaren Gustaf Pettersson och Hilda Maria Nilsson. Leonard växte upp med fem bröder och familjen flyttade till Almviks varv 1917 där fadern fick ett jobb på tegelbruket. Under sin ungdom arbetade han vid tegelbruket för att bidra med familjens försörjning och spara undan lite pengar för studier. Han studerade vid Tekniska skolan i Stockholm 1919-1920 och vid några privata målarskolor 1923-1925 samt vid Konsthögskolan 1925-1931 och under studieresor till Frankrike och Norge. Separat ställde han ut i Västervik ett flertal gånger och på Louis Hahnes konstsalong i Stockholm samt i Kalmar och Linköping. Han medverkade i samlingsutställningar i Kalmar, Emmaboda, Västervik och Gamleby. Hans konst består av porträtt, stadsmotiv, interiörer och landskap från kustlandskapet i Tjust, Västerviks skärgård samt kustbilder från Gotland och Skåne. Leonard är representerad vid Moderna museet i Stockholm och Kalmar konstmuseum.